# كوخ كاني غويز (بشت أربابا)
کوخ کاني غویز (بالفارسية: کوخ کانی گویز) هي قرية تقع في إيران في قسم بشت أربابا الريفي. يقدر عدد سكانها بـ 108 نسمة بحسب إحصاء 2016.